# Parco nazionale dei Pinnacoli
Il parco nazionale dei Pinnacoli (in inglese: Pinnacles National Park) è un parco nazionale degli Stati Uniti d'America istituito per proteggere una zona montagnosa situata ad est della valle del Salinas, nella California centrale (a circa 8 km da Soledad e 130 km da San Jose). 
Il parco prende il nome dai resti erosi del versante occidentale di un vulcano estinto che, a causa dei movimenti tellurici della faglia di Sant'Andrea, si è spostato di circa 320 km dalla sua sede originale situata sulla Catena Costiera Pacifica. La gestione del parco nazionale è affidata al National Park Service e la maggior parte dell'area è protetta allo stato selvaggio.
Il parco nazionale è diviso dalle formazioni rocciose nelle suddivisioni orientale ed occidentale, collegate solo da sentieri escursionistici: non vi è infatti alcuna strada carrozzabile che unisca gli ingressi est e ovest del parco. Il versante orientale è caratterizzato da ombra e abbondanza di acqua, mentre in quello occidentale vi sono alti muri rocciosi. Le formazioni rocciose presentano pinnacoli spettacolari che attirano gli arrampicatori.
Nel parco sono presenti anche insolite grotte che ospitano almeno tredici specie di pipistrelli. Il territorio protetto costituisce l'habit ideale per il falco di prateria e una zona di ripopolamento del condor della California.
Il parco nazionale dei Pinnacoli è visitato soprattutto in primavera o in autunno, a causa del calore intenso durante i mesi estivi. 
I pinnacoli furono dichiarati monumento nazionale nel 1908 dal presidente statunitense Theodore Roosevelt, mentre nel 2012 il Congresso ne ha deliberato la trasformazione in parco nazionale. La legge istitutiva fu firmata dal presidente Barack Obama il 10 gennaio 2013.